# NGC 3635
NGC 3635 é uma galáxia espiral (Sbc) localizada na direcção da constelação de Crater. Possui uma declinação de -09° 00' 47" e uma ascensão recta de 11 horas, 20 minutos e 31,3 segundos.
A galáxia NGC 3635 foi descoberta em 1886 por Frank Leavenworth.